# Ер Сайын
«Ер-Сайын» — казахский исторический эпос (жыр). Объём 3000 строк. События, описываемые в произведении, связаны с историей ногайских племён. Был напечатан в сборнике В. В. Радлова «Образцы народной литературы тюркских племен, живущих в Южной Сибири и Джунгарской степи» (СПб, 1870). Напечатан в 1910 году в научных трудах Оренбургской архивной комиссии под названием «Бозманай». Издан отдельной книгой в Ташкенте (1922) и Москве (1926). Опубликован в сборнике С. Сейфуллина «Батырлар жыры» (1933). Сокращённый вариант эпоса в переводе А. Пеньковского был издан на русском языке в журнале «Литературный Казахстан» (1938). В рукописных фондах Центральной научной библиотеки хранятся варианты эпоса, записанные Машхуром Копеевым и другими.